# Lophocyttarra argyropasta
Lophocyttarra argyropasta là một loài bướm đêm trong họ Noctuidae.